# Crazier
«Crazier» (с англ. — «Схожу с ума») — песня американской певицы Тейлор Свифт, вышедшая 20 марта 2009 года в составе саундтрека Hannah Montana: The Movie к фильму «Ханна Монтана: Кино» (2009), где Свифт сыграла саму себя, а сцены из фильма были использованы при создании музыкального видео.
Песня была написана самой певицей и Робертом Эллисом Орраллом, а сопродюсером стал Нейтан Чапман. «Crazier» получила высокую оценку критиков, многие из которых назвали её лучшей композицией саундтрека. Цифровые загрузки стартовали в день выхода саундтрека и послужили коммерческому успеху песни в Австралии, Канаде и США, где «Crazier» получила платиновый сертификат RIAA.
Свифт исполнила песню «Crazier» 8 июня 2024 года на втором концерте в Эдинбурге во время своего Eras Tour.

## История

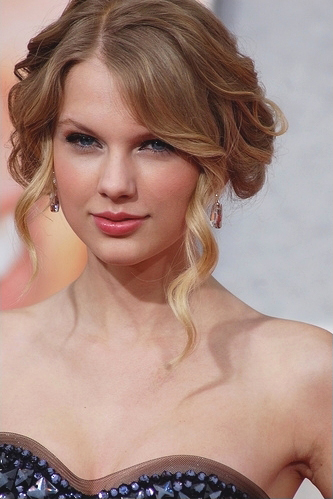
Тейлор Свифт на премьере фильма «Ханна Монтана: Кино», апрель 2009 года

Песня «Crazier» представляет собой балладу с элементами кантри и поп-музыки. Она была написана самой певицей и Робертом Эллисом Орраллом, а сопродюсером стал Нейтан Чапман. Песня написана в тональности ми мажор в умеренно быстром темпе 144 удара в минуту. Этот сдержанный кантри-вальс максимально использует чувственный, но ограниченный диапазон вокала Свифт, который охватывает одну октаву от E3 до B4. Припев имеет следующую последовательность аккордов: E — B — C # m — A. Песня посвящена теме влюблённости и, по сути, играет важную роль как часть сюжетной линии фильма и отношений, в которых участвует его главная героиня Ханна Монтана. Свифт исполняет «Crazier» во время кульминационного романтического момента и помогает продемонстрировать роман между Ханной (Майли Сайрус) и Трэвисом (Лукас Тилл), а также Робби (Билли Рэй Сайрус) и Лорелай (Мелора Хардин).
...Я не умела летать,

Но теперь не мешай -

Пусть уносит меня в облака...

Дверь ты открыл предо мной,

Ведь за ней мир большой,

Что не могла видеть я...

Я пыталась летать,

Но где крылья найти?

А потом ты пришёл и всё стало другим... Тейлор Свифт
«Crazier» не была создана специально для фильма — написав её за несколько лет до этого момента, Свифт держала эту песню в запасниках, по-видимому, пережиток сессий альбома Fearless. «Crazier» появилась в фильме «Ханна Монтана: Кино» после того, как его создатели обратились к Свифт с просьбой об использовании в нём её музыки. Представители киностудии прислали ей электронное письмо с просьбой написать песню, «в которую можно было бы влюбиться» и «что-то вроде кантри-вальса». Свифт прислала «Crazier», и создателям фильма песня понравилась. Кроме того, Свифт предложила сама исполнить песню в фильме в эпизодическом качестве — в фильме Тейлор участвует в благотворительном мероприятии по сбору средств на спасение любимого парка жителей небольшого городка от застройщиков. Концертная сюжетная сцена была снята за один день. Живое выступление Свифт, исполняющей эту песню впечатлило режиссёра Питера Челсома, который сказал, что «Если бы она вошла в комнату прямо сейчас, я бы сказал: „Можем ли мы встретиться и поговорить о фильмах, в которых вы, возможно, захотите сняться?“ У меня нет ничего конкретного, но я очень хотел бы что-нибудь снять с её участием».

## Отзывы
«Однако, лучшая песня на „Hannah Montana: The Movie“ принадлежит Тейлор Свифт. Её „Crazier“ более искренний и легкий, чем любой из треков Майли или Ханны, что тем более интересно, учитывая, что Свифт во многих отношениях является тем, к чему стремилась Ханна Монтана в первую очередь: юная звезда с кантри-корнями и поп-блеском, которая, кажется, чувствует себя комфортно и дарит лучшее из обоих этих миров».
Песня получила позитивные отзывы музыкальных критиков и интернет-изданий, назвавших её одним лучших номеров саундтрека и музыкальной изюминкой фильма — несмотря на тот факт, что он включает в себя большое количество музыкальных номеров, как в исполнении его звезды, Майли Сайрус, так и песен других музыкантов.
Сразу несколько критиков, говоря о выразительности самой песни, обратили внимание на один недочёт создателей фильма. Кинокритик Джеймс Берардинелли заявил: «возможно, самая большая ошибка фильма состоит в том, что Тейлор Свифт прекрасно исполняет песню, и такое сравнение не лестно для основной звезды фильма (Сайрус)». Питер Хартлауб из San Francisco Chronicle отметил, что камео Свифт получилось удачным, но он также называет это ошибкой со стороны создателей фильма, объясняя, что «Свифт настолько талантлива, что заставляет Сайрус казаться незаметной на её фоне». Перри Зайберт из TV Guide пишет: «Когда настоящая звезда молодого поколения Тейлор Свифт появляется, чтобы выступить […], она демонстрирует всю непосредственность и подлинность, которой не хватает Майли Сайрус». Обозреватель журнала Premiere Оливия Путнал также назвала выступление Свифт одним из «ярких моментов» фильма.
Лия Гринблатт из Entertainment Weekly описала «Crazier» как «красивую, тоскующую балладу». Ханна Мардер из BuzzFeed в своём обзоре всех песен Свифт написала: «помните, когда Тейлор случайно снялась в фильме о Ханне Монтане? Это было супер случайным образом, но эта песня на самом деле довольно хороша. Тем не менее, ничего новаторского».

## Коммерческий успех
В американском хит-параде Billboard Hot 100 песня впервые появилась 11 апреля 2009 года на 72-м месте, поднявшись через неделю на три пункта выше до № 69. 25 апреля 2009 песня резко поднялась сначала на 38-е место, а затем до № 17 (2 мая 2009) в Hot 100 с тиражом 110 000 цифровых загрузок. «Crazier» стал для Свифт её девятым хитом, достигшим лучшей двадцатки в Hot 100. Также песня достигла 28-го места в поп-чарте Pop 100. К ноябрю 2014 года «Crazier» была продана в количестве 1 млн копий в США.
Хотя песня и не была официально выпущена для радио в качестве сингла, цифровые продажи также привели к появлению «Crazier» в международных чартах. 2 мая 2009 года песня достигла 31-го места в канадском цифровом чарте Hot Canadian Digital Singles и № 63 в основном хит-параде этой страны Canadian Hot 100, а также № 57 в Австралийском хит-параде Australian Singles Chart. 16 мая 2009 года песня появилась в Великобритании: на сотой позиции в чарте UK Singles Chart.

## Музыкальное видео
Музыкальное видео для песни «Crazier», снятое британским кинорежиссёром Питером Челсомом, включает отрывки из его фильма «Ханна Монтана: Кино» (2009), где Свифт сыграла саму себя, а премьера видео состоялась 28 марта 2009 года на канале Disney.
Клип на песню имеет гораздо более высокий рейтинг на IMDb (7.2), чем сам фильм (4,6).

## Чарты
| Чарт (2009)                                 | Высшая позиция |
| ------------------------------------------- | -------------- |
| Австралия (Australian Singles Chart)        | 57             |
| Канада (Billboard Canadian Hot 100)         | 67             |
| Канада (Canadian Digital Song Sales)        | 31             |
| Великобритания (UK Singles Chart)           | 100            |
| США (Billboard Hot 100)                     | 17             |
| США (Billboard, Country Digital Song Sales) | 41             |

## Сертификации
| Регион | Сертификация | Продажи   |
| --- | ------------ | --------- |
| Австралия (ARIA) | Золотой      | 35 000    |
| США (RIAA) | Платиновый   | 1 000 000 |
| * Данные о продажах приведены только на основе сертификации. ^ Данные о тиражах приведены только на основе сертификации. |              |           |